# Great Asby
Great Asby är en by (village) i Asby, Cumbria, England. Den har en kyrka.